# Список протопланетарних туманностей
Це — список протопланетарних туманностей. Ці об'єкти репрезентують кінцеву стадію, що передує утворенню планетарної туманності. Протягом цієї стадії зірка, червоний гігант, починає повільно відокремлювати поверхневі шари речовини. Протопланетарна туманність зазвичай освітлюється сяйвом своєї батьківської зорі. Ця стадія зазвичай є короткою, триває переважно не довше ніж декілька тисяч років.

## Список
| Знімок | Назва                           | Каталог Мессьє | NGC | Інші назви                    | Дата відкриття | Відстань (св. р.) |
| ------ | ------------------------------- | -------------- | --- | ----------------------------- | -------------- | ----------------- |
|        | Туманність Бумеранг             |                |     | Біполярна туманність Центавра |                | Близько 5,000     |
|        | Туманність Тухле Яйце           |                |     | OH231.8+4.2                   |                | Близько 4,200     |
|        | Туманність Яйце                 |                |     | CRL 2688                      | 1996           | Близько 3,000     |
|        | Туманність Крижаний Лев         |                |     | IRAS 09371+1212               |                | Близько 3,000     |
|        | Туманність Червоний Прямокутник |                |     | HD 44179                      | 1973           | 2,300 ± 300       |
|        | Гамбургер Гомеса                |                |     | IRAS 18059-3211               | 1985           | 6500              |
|        | Туманність Цукрова Вата         |                |     | IRAS 17150-3224               |                |                   |
|        | Туманність Водяна Лілія         |                |     | IRAS 16594-4656               |                |                   |
|        |                                 |                |     | IRAS 22036+5306               |                | Близько 6,500     |
|        | Туманність Вестбрука            |                |     | IRAS 04395+3601               |                |                   |
|        |                                 |                |     | IRAS 13208-6020               |                |                   |
|        |                                 |                |     | IRAS 20068+4051               |                |                   |
|        |                                 |                |     | IRAS 23166+1655               |                |                   |
|        | M1-92                           |                |     | IRAS 19343+2926               |                | Близько 8000      |
|        |                                 |                |     | IRAS 19024+0044               |                | 11 000            |
|        |                                 |                |     | IRAS 17163-3907               |                | 13 000            |
|        | Метелик Мінковського            |                |     | M2-9                          |                | 2 100             |